# Fundațiunea „Regele Ferdinand I”

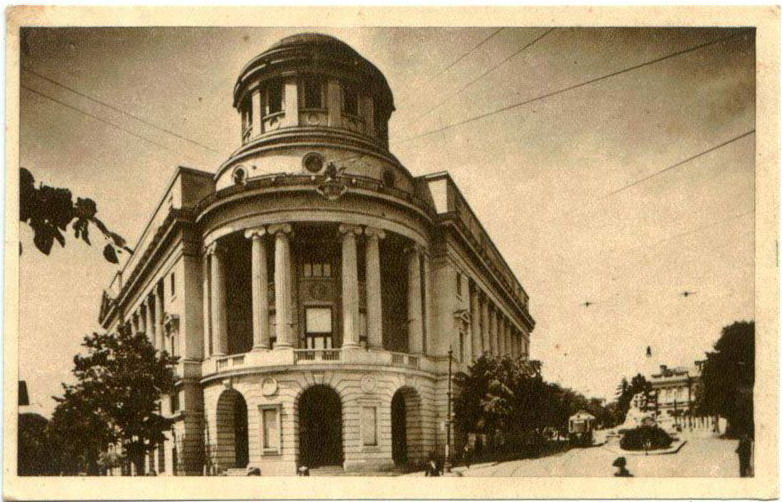
Palatul Fundației Universitare „Regele Ferdinand I” din Iași - carte poștală interbelică. În partea dreaptă a imaginii, acolo unde începe Bulevardul Carol I, se poate observa Monumentului Unirii, distrus în 1947.

Fundațiunea „Regele Ferdinand I” a fost o fundație culturală înființată la Iași, la inițiativa Regelui Ferdinand I pentru a marca împlinirea vârstei de 60 de ani. Fundația era constituită din două structuri: Fundațiunea Universitară „Regele Ferdinand I” și Institutul cu internat pentru educația fiicelor de ofițeri. În scopul desfășurării activitățiilor proprii Fundațiunea Universitară „Regele Ferdinand I” a construit o clădire monumentală care a adăpostit o bibliotecă, săli de expozitie și birouri. În 1946, regele Mihai I, președinte al Comitetului de Conducere și Administrație al Fundației „Regele Ferdinand I”, a emis un decret-lege prin care Senatul Universității din Iași prelua atribuțiile acesteia. În această clădire a fost transferată biblioteca Universității din Iași, prin fuziunea celor două biblioteci formându-se Biblioteca Universitară „Regele Ferdinand I”, accesibilă studenților și publicului larg. Acest gest a fost necesar în condițiile în care Biblioteca Universitară din Copou fusese avariată grav în urma bombardamentelor din 1944. După 1948 Biblioteca s-a numit „Mihai Eminescu”.
Clădirea ridicată de Fundațiunea „Regele Ferdinand I” din Iași a fost inclusă pe Lista monumentelor istorice din județul Iași din anul 2004, având codul de clasificare IS-II-m-B-03964.

## Crearea Fundațiunii „Regele Ferdinand I”
Fundația a fost creată la inițiativa Regelui Ferdinand I care dorea să-și marcheze aniversarea a 60 de ani. Statutul legal al Fundației a fost decis printr-o lege aprobată de Adunarea Deputaților și Senatul României în ședințele din 29 octombrie, și, respectiv, 19 noiembrie 1925. Legea, care a fost publicată la 11 februarie 1926, cuprindea doar două articole care precizau:[nota1]
- scopul și modul de administrare al Fundației: așezământ cu persoană juridică de drept public având o activitate culturală;
- modul de finanțare: o dotare inițială de la bugetul statului în valoare de 200.000.000 lei, dobânzile obținute fiind împărțite în mod egal pentru finanțarea de acțiuni culturale și știițifice și pentru ajutorarea culturală a familiilor militarilor. La aceasta s-au adăugat ulterior alte donații (imobiliare, financiare) ale unor particulari.[4]

Statutul ce preciza modalitățile de conducere și administrare ale Fundației „Regele Ferdinand I” a fost publicat un an mai târziu, în Monitorul Oficial din 24 februarie 1927. Prin statut se prevedea crearea unui Consiliu, însărcinat cu conducerea și administrarea Fundației, și a două Comitete („Comitetul pentru încurajarea și educațiunea culturală a tineretului și pentru cercetările științifice consacrate cunoașterii României” și „Comitetul pentru ajutorarea culturală a familiilor militarilor”), toate trei trebuind să funcționeze în sediul central al Fundației din București.
Din Consiliul Fundației, al cărui președinte a fost mult timp C. Hiott, Ministrul Casei Regale, înlocuit ulterior de generalul aghiotant regal Ballif, au făcut parte personalități ale culturii: Ion Bianu, Alexandru Tzigara-Samurcaș, Gheorghe T. Kirileanu, I. Pompilian, ministrul Gheorghe Balș, Petru Bogdan, rectorul Universității din Iași.
Pentru realizarea scopurilor pe care și le propunea Fundația, două structuri subalterne au fost create în Iași:
- Fundația Universitară „Regele Ferdinand I”,
- Institutul cu internat pentru educația fiicelor de ofițeri.

## Fundațiunea Universitară „Regele Ferdinand I”
Fundația Universitară, administrată de „Comitetul pentru încurajarea și educațiunea culturală a tineretului și pentru cercetările științifice consacrate cunoașterii României”, al cărui prim Director administrativ a fost G.T. Kirileanu, bibliotecarul Regelui, avea ca obiective:
- Conducerea și administrarea Fundației Universitare „Regele Ferdinand I”;
- Acordarea de burse de studii în țară și în străinătate și de ajutoare pentru procurarea de cărți elevilor și studenților lipsiți de mijloace;
- Organizarea și subvenționarea cercetărilor științifice privitoare la cunoașterea țării;
- Acordarea de ajutoare Academiei Române.[4]

Pentru a adăposti sediul Fundației Universitare a fost decisă construirea unei clădiri monumentale pe un teren situat pe strada Carol colț cu strada Păcurari. Pentru stabilirea planurilor clădirii a fost inițiat un concurs la care au participat mai mulți arhitecți, în final fiind reținute planurile arhitectului Constantin Iotzu; lucrările de construcție ale Palatului Fundațiunii Universitare „Regele Ferdinand I” s-au derulat între 1930-1934 sub conducerea inginerului Emil Prager, problemele economice ulterioare împiedicând organizarea unei festivități de inaugurare.

## Institutul de Educațiune „Regina Maria”
Acest Institut, administrat de „Comitetul pentru ajutorarea culturală a familiilor militarilor”, al cărui prim Director administrativ a fost Generalul în rezervă I. Florescu, avea ca obiective:
- Conducerea și administrarea „Institutului cu internat pentru educațiunea fiicelor de ofițeri”;
- Acordarea de ajutoare în scopul continuării studiilor în instituții din țară sau străinătate fiilor și fiicelor de militari;
- Acordarea de ajutoare la căsătoria absolventelor merituoase și lipsite de mijloace din Institut.[4]

În 1929, la propunerea Reginei Maria a fost decisă înființarea Institutului cu internat la Iași. Spațiul necesar funcționării Institutului a fost asigurat de Regina Maria care a donat casa Cantacuzino-Pașcanu, casă în care locuise în timpul Primului Război Mondial în perioada în care conducerea țării se aflase în refugiu la Iași. A fost decis ca acest Institut să primească numele de «Institutul de Educațiune „Regina Maria”».

## Fundația Regală în memoria ieșenilor
Fundațiunea „Regele Ferdinand I” a rămas în memoria ieșenilor, devenind un eponim. Chiar și după dispariția oficială a Fundației după 1946, ieșenii au continuat să numească „La Fundație” locul unde se află Biblioteca Centrală Universitară, statuia poetului Mihai Eminescu și grupul statuar al voievozilor, loc care în mod oficial poartă numele de Piața Mihai Eminescu.